# Draško Mrvaljević
Draško Mrvaljević (Cetiña, 17 de noviembre de 1979) es un jugador de balonmano montenegrino que juega de central en el Maccabi Rehovot de la Liga de Israel de balonmano. Fue internacional con la Selección de balonmano de Montenegro.
Con la selección disputó 52 partidos y marcó 225 goles. Además, fue internacional con la Selección de balonmano de Serbia y Montenegro, antes de la separación de ambos países.
En España es conocido por haber jugado en el BM Torrevieja y en el SD Teucro.

## Palmarés

### Frisch Auf Göppingen
- Copa EHF (2): 2011, 2012

## Clubes
- RK Lovcen Cetinje ( -2000)
- RK Sintelon (2000-2003)
- SD Teucro (2005-2007)
- BM Torrevieja (2007-2009)
- RK Koper (2009)
- Frisch Auf Göppingen (2009-2012)
- A1 Bregenz (2012-2013)
- GWD Minden (2013-2014)
- Hapoel Rishon LeZion (2015)
- SG Pforzein-Eutingen (2015-2016)
- Maccabi Rehovot (2016- )